# National Wildlife Refuge
Een National Wildlife Refuge, soms National Wildlife and Fish Refuge, is een beschermd natuurgebied in de Verenigde Staten in beheer van de United States Fish and Wildlife Service. Deze gebieden beschermen wilde diersoorten, vissen en planten en geven de kans om ze te observeren.
De opdracht werd door wetgeving in 1997 (de National Wildlife Refuge System Improvement Act) geherformuleerd tot: "Een nationaal netwerk van zones land en water beheren voor het behoud, beheer en waar passend herstel van vis, wilde dieren en planten en hun habitats in de Verenigde Staten ten behoeve van het heden en de toekomstige generaties van Amerikanen."
President Theodore Roosevelt was in 1903 de eerste president om een Wildlife Refuge te erkennen, het betreft de Pelican Island National Wildlife Refuge bij Sebastian in Florida. In totaal zijn in het beschermingssysteem intussen 562 National Wildlife Refuges en 38 Wetland Management Districts opgenomen en gaat het om 607.028 km². Zij worden beheerd met een personeelsstaf van 3.036 VTE, aangevuld met 36.000 vrijwilligers.

## National Wildlife Refuges
In onderstaande lijst zijn NWR's opgenomen met eigen lemma in de Nederlandstalige Wikipedia
- Three Arch Rocks National Wildlife Refuge (Oregon, 6,07 hectare)
- Don Edwards San Francisco Bay National Wildlife Refuge (Californië, 120 km²)
- Hakalau Forest National Wildlife Refuge (Hawaï, 155 km²)
- Arctic National Wildlife Refuge (Alaska, 78.050,59 km²)
- Ash Meadows National Wildlife Refuge (Nevada, 95 km²)
- Santa Ana National Wildlife Refuge (Texas, 8,45 km²)
- Laguna Atascosa National Wildlife Refuge (Texas, 263,43 km²)
- Necedah National Wildlife Refuge (Wisconsin, 177 km²)
- Yukon Delta National Wildlife Refuge (Alaska, 77.538 km²)
- Sandy Point National Wildlife Refuge (Amerikaanse Maagdeneilanden, 146 hectare)
- Okefenokee National Wildlife Refuge (Georgia en Florida, 1.627 km²)